# Zygmuntów (Lututów)
Zygmuntów – część miasta Lututów w Polsce, położona w województwie łódzkim, w powiecie wieruszowskim, w gminie Lututów. Zygmuntów leży w historycznej ziemi sieradzkiej. Do lat 50. XX w. znajdował się w gminie Klonowa. 
Do 2007 r. Zygmuntów wchodził w skład sołectwa Niemojew, obecnie Lututów-Jeżopole.
W latach 1975–1998 Zygmuntów należał administracyjnie do województwa sieradzkiego.